# 六四事件中的黑龙江省
1989年春夏之交，中华人民共和国爆发全国性抗议运动，史称“六四事件”或“八九民运”，中国官方称“1989年春夏之交的政治风波”。期间黑龙江省各地也有抗议、游行、罢课、集会及其他政治表达行为。这些活动多由学生、工人主导，也包含市民等群体发起，乃至有體制內人士參與，与全国范围内的抗议相呼应。黑龙江的示威活动主要集中在省会哈尔滨，此外齐齐哈尔等地也有人响应。

## 经过

### 4月
胡耀邦死后，4月19日哈爾濱各高校貼出了許多輓聯、詩詞、大小字報，并提出許多尖銳政治問題 。上海世界经济导报事件之后，该报收到来自黑龙江的声援电报、信件等。4月28日，有几名到北京串联和参与学运的哈尔滨理工学院学生乘火车回东北，并要“把北京的情况通报给东北各大学，准备‘五四’来京参加北京学生的游行”。4月29日，哈尔滨船舶工程学院、哈尔滨商学院出现北京寄来的宣传品。其中一传单称：“中华民族到了最危险的时候，到了我们用良知、理性与血肉去谱写新历史的时刻！倡议成立全国团结学联筹委会，使这次运动有组织、有秩序、有理有节地持续下去”。哈爾濱船舶工程學院還出現署名「迅雷」的《船院七點要求》,除與北京學生的七條要求基本相同，還要求實行多黨制,保護不同政見者。当晚看完袁木与北京学生对话的电视转播之后，对对话不满的哈尔滨工业大学、哈尔滨船舶工程学院200多名学生于30日凌晨1时上街游行，呼喊“要民主、要自由”，“反对腐败、打倒官倒”等口号。

### 5月
5月3日，高校出现了呼吁学生五四上街游行的大字报和传单。5月10日，黑龍江省省委書記、省長在哈工大與400名學生進行持續5個小時的對話，並由電視台實況轉播。他們答覆了學生們提出來的有關政府廉潔、學生示威及新聞自由等問題。
北京学生的绝食请愿引起学生声援支持，5月15日，哈爾濱约有十余所大学的9000名学生游行，并在黑龍江省政府大楼前示威。學生表示支持在北京的学生抗议活动，并要求黑龍江省省长邵奇惠出来对话。在學生与警察长时间对峙之后，副省长黄枫現身试图安抚人群，并说省長会在5月20日与他们對話。学生对此不满意，继续要求邵奇惠現身，晚10时30分，邵奇惠走出省政府与学生对话，但没能成功平息学生情绪。到16日0时，学生仍然没有离开省政府，对话仍在继续。
5月16日凌晨，黑龙江大学、哈工大、哈尔滨电工学院、船舶学院等十二所高校近万名学生上街游行，到黑龙江省政府请愿，递交请愿书，并宣读《游行宣言》。其中哈工大等校的游行经过哈尔滨市公安局批准。东北林业大学也有学生参与游行，校方指其不断派教师前往游行队伍劝阻。
经过几天的持续抗议，5月17日哈尔滨的学生抗议人数达到2.5万，共有哈尔滨医科大学等22所高校，几乎占该市全部学生人数的一半。抗議者沿不同路线在市内游行并聚集黑龙江省政府门前，少数高校干部和教师亦参加。游行学生在省政府门前高呼口号，学生代表向省政府递交了一份请愿书。学生发表演讲，宣布成立“哈尔滨市高校学生愛國民主運動联合会”，推举了临时负责人，并宣布各高校举行无限期罢课。
游行队伍中出现“我们不要皇帝”、“邓小平下台”、“打倒独裁”等标语、横幅。一些学生在游行途中募捐。抗議者認為抗議活動短時內不會結束，并开始创建自己的自治学生组织并为绝食抗議做准备。数十名青年新闻工作者也上街游行。同日，齐齐哈尔市的东北重型机械学院、齐齐哈尔医学院等院校的千余名学生和青年教师也上街游行,声援北京学生。
整个运动期间，哈爾濱学生、工人和市民先后成立哈爾濱“高校學生愛國民主運動聯合會”、“哈爾濱敢死隊”、「哈爾濱市工人自治聯合會」、「工人聲援團」、「市民聲援團」、「太平青年敢死隊」等组织。
5月18日，哈尔滨市20多所大专院校3万多名学生和教职员工,以及部分新闻工作者、科研人员上街游行,声援北京学生，并有上百学生开始绝食。包括黑龍江大學徐蘭許、商學院李殿鈞、中醫學院栗德林、哈爾濱工業大學楊士勤、船舶工程學院吳德銘、師範大學徐國林、體育學院劉海雲、電工學院史乃、建築工程學院何鍾怡、科學技術大學汪仁樹、醫科大學隋永起、東北林業大學朱國璽、農學院史伯鴻的14所高校校（院）長聯名致電中共中央總書記趙紫陽和國務院總理李鵬，對北京高校學生絕食行動的升級表達嚴重關切。電文認為學生的請願是愛國行動，呼籲中央政府立即與學生對話，並對其合理訴求採取果斷措施加以回應，并呼吁以民主與法治的方式解決危機以維護改革進程和社會穩定。5月19日，各地继续有人上街游行。三棵树开往北京的18次特快列车，因1000多名学生上车，晚点6小时开车。整个运动期间，受學生強行登車赴北京的影響，哈爾濱的鐵路交通常發生阻塞。
北京戒严后，5月20日，黑龍江省政府致電中共中央，擁護李鵬、楊尙昆在北京市黨政軍大會上的講話。5月21日，在哈尔滨10多所高校的1万多学生继续上街游行，呼喊“反对军管”、“抗议强权”、“李鹏下台”等口号，打着“打倒独裁”、“打倒专制”、“李鹏滚下台”等横幅、标语，并到省政府门前递交了抗议书。游行队伍沿途演讲并散发传单。23日上午，有17所高校的13000多名学生上街游行，下午陆续返校。
5月28日，哈尔滨工业大学、黑龙江大学等校逾四千名学生游行，响应当天的全球华人大游行，呼喊“打倒李鹏”、“反对戒严”等口号。5月31日，学生们开始平静下来。在黑龙江大学，官员与学生会达成了一项协议，允許學生的自治組織運作，作為回應。學生組織將召回支援北京抗議的哈爾濱學生。

### 6月
6月3日晚上，哈尔滨的人们开始听说北京清场的消息。第二天6月4日，有7000多名抗议者上街示威，同时高喊“反对武力镇压”、“打倒李鹏”等口号。6月5日，哈工大、哈尔滨船舶工学院、哈尔滨建工学院等十所高校近万名学生上街游行并设路障，致使全市主要街道交通中断。哈尔滨锅炉厂、电机厂有四五百名工人上街游行。抗议者呼喊“反对暴力”、“打倒李鹏”等口号。從5日起的數日，由於市區交通安全系統遭民衆破壞，主要街道被設置路障百餘處，哈爾濱交通幾乎完全陷於癱瘓。
6月6日，22所高校中仅有一所交通专科学校仍在上课，其它学校基本未上课。一些学生上街设置路障，到主要路口演讲。上午，哈尔滨工业大学2000余人到哈尔滨锅炉厂门口演讲，介绍北京近日的情况，鼓动工人罢工。黑龙江商学院、东北农学院一些学生也到工厂串联。有“太平青年敢死队”在市内游行，鼓动市民罢工罢课罢市。还有三个“市民声援团”到工厂、街道呼喊口号，进行演讲。哈尔滨公安局抓捕了到哈尔滨船舶工程学院等校活动的“市民声援团”33名民众。
6月7日，哈尔滨市内路障已大部被清除，仍有少数学生上街演讲。上午，哈尔滨轴承厂4百多名工人上街游行。下午，哈尔滨汽轮机厂等企业6百多名工人上街游行。7、8百名学生深入工厂鼓动工人游行、罢工。约5万多名工人无法正常上班。当天，五常中學學生蔡盛在哈工大因为参与鼓动而被捕。美联社、法新社8日消息指示威者过去两天所设置的路障大都已被清除。6月8日，哈爾濱太平公安分局查獲11名「太平青年敢死隊」隊員，并指其在兩天來抓獲38名「市民聲援團」成員。6月9日，哈尔滨继续有人进行示威活动。从5日至8日，哈爾濱全市主要街道有百餘處設置路障,十五個大中型企業被圍堵。由於路障堵塞，造成全市公交系統瘫痪。許多人不能上班,五萬多名工人不能正常上崗，企業生產下降，4天內減少產值六千萬元，減少利稅九百六十萬元。從6月5日至7日，哈爾濱損失工業產值4500萬元人民幣。

## 后续
官方数据指，黑龙江全省事后“取締各種非法組織”21個；11名“非法組織頭頭到公安機關登記或自首”；“抓獲各類動亂分子”176名。6月15日，哈爾濱当局發出「關於取締非法組織的通告」，指「哈爾濱高校學生愛國民主運動聯合會」、「哈爾濱市工人自治聯合會」、「市民聲援團」、「工人聲援團」和「敢死隊」爲“非法組織”，要求带头者必須於6月23日前投案自首，并要求知情者主動到公安機關或利用舉報電話舉報。
6月17日,有兩名「哈爾濱高校學生愛國民主運動聯合會」成員到哈爾濱市公安局登記。6月29日，《哈爾濱日報》報道市公安局相繼抓獲了工自聯核心人物劉在濱、張忠文、宮照允、吳雲龍等。同時，亦將該會領導下的「愛國敢死隊」领袖王延豐、賈岩、關志杰及骨幹分子戰戈成等七人抓獲。7月13日，齊齊哈爾公安局富拉爾基分局宣布抓獲保定市「公民敢死隊」带头者金甌。

## 另見
- 六四事件
- 1989年中華人民共和國抗議地區列表
- 六四事件中的辽宁省
- 六四事件中的吉林省